# بروار
البَرْوَار أو كَرْدِنال أحمر الرأس (الإسم العلمي:Paroaria)، هو جنس من الطيور يتبع فصيلة التناجريات من رتبة العصفوريات. يحتوي على ستة أنواع مختلفة.

## الأنواع
- بروار أحمر العرف (Paroaria coronata)
- بروار دومينيكي (Paroaria dominicana)
- البروار المتوج الأحمر (Paroaria gularis)
- البروار المقنع (Paroaria nigrogenis)
- البروار القرمزي (Crimson-fronted cardinal)
- بروار أصفر المنقار (Paroaria capitata)